# Anne Linnet Band (album)
Anne Linnet Band er det selvbetitlede debutalbum fra det danske popband Anne Linnet Band, der udkom i 1981 på CBS Records.

## Spor
| #  | Titel                      | Tekst                    | Musik                    | Længde |
| -- | -------------------------- | ------------------------ | ------------------------ | ------ |
| 1. | "Måne, Sol & Stjerner"     | Anne Linnet              | Anne Linnet              | 4:18   |
| 2. | "Fordi Fordi"              | Anne Linnet              | Anne Linnet & Per Møller | 3:37   |
| 3. | "Du Er Lige Her"           | Lis Sørensen             | Lis Sørensen             | 4:44   |
| 4. | "Regn"                     | Anne Linnet              | Anne Linnet              | 3:58   |
| 5. | "I Dag Er Du Star"         | Anne Linnet              | Anne Linnet              | 3:52   |
| 6. | "Det Er Ikke Det Du Siger" | Jan Glæsel & Anne Linnet | Jan Glæsel & Anne Linnet | 5:42   |
| 7. | "I Et Kort Sekund"         | Lis Sørensen             | Mikael Fock              | 4:33   |
| 8. | "Stille Dans For To"       | Anne Linnet              | Anne Linnet              | 4:42   |
| 9. | "Flyv Med Mig"             | Lis Sørensen             | Mikael Fock              | 5:18   |